# Amics de la Terra internacional
La federació Amics de la Terra internacional –també coneguda amb el nom anglès Friends of the Earth international– és una xarxa internacional d'organitzacions no governamentals per a la protecció del medi ambient i de la natura amb presència en 74 països (2013). El secretariat està a Amsterdam.
Amics de la Terra va ser fundada el 1969 a San Francisco per David Brower, Donald Aitken i Gary Soucie. Es va escindir de l'organització conservacionista estatunidenca Club Sierra (creada el 1892) quan aquesta darrera va prendre una posició favorable a l'energia nuclear. La federació internacional va ser creada el 1971 per quatre organitzacions de França, Suècia, Anglaterra i Estats Units.
Té un modus operandi molt descentralitzat. Les associacions afiliades poden –o no– prendre el nom traduït en la llengua local.